# Standaardfout
De standaardfout is in de statistiek de benaming voor de standaardafwijking van het steekproefgemiddelde. De term is afkomstig uit de foutenleer en geeft de nauwkeurigheid aan van een berekend gemiddelde. 
De standaardfout is in principe kleiner naarmate de steekproef groter is. De standaardafwijking in het steekproefgemiddelde is recht evenredig met de standaardafwijking van de populatie waaruit de steekproef is getrokken en omgekeerd evenredig met de wortel van het aantal onafhankelijke waarnemingen in de steekproef. 

## Definitie
Zij {\displaystyle X_{1},X_{2},\ldots ,X_{n}} een aselecte steekproef van de stochastische variabele {\displaystyle X}. Dan is de standaardfout {\displaystyle \,\mathrm {SE} } (van het Engelse 'standard error'):
{\displaystyle \mathrm {SE} =\sigma \left({\bar {X}}\right)={\frac {1}{\sqrt {n}}}\ \sigma _{X}}
Deze relatie wordt ook de wortel-{\displaystyle n}-wet genoemd en houdt kort gezegd in dat door het middelen de standaardafwijking met een factor {\displaystyle 1/{\sqrt {n}}} is afgenomen. Deze eigenschap geldt voor willekeurige stochastische variabelen, ook als zij niet een normale verdeling volgen. Voor de praktische statistiek betekent deze eigenschap dat hoe groter het aantal waarnemingen is, des te geringer de spreiding in het gemiddelde daarvan, en dus in het algemeen des te nauwkeuriger het gemiddelde bepaald is.